# Алези, Жан
Жан Робе́р Алези́ (фр. Jean Robert Alesi, Джова́нни Робе́рто Але́зи, итал. Giovanni Roberto Alesi; 11 июня 1964) — французский автогонщик итальянского происхождения (его отец, автомеханик из Алькамо, Сицилия, иммигрировал во Францию). Считается одним из самых невезучих пилотов 1990-х годов. Одержал всего 1 победу в карьере при 32 подиумах, проведя 7 сезонов в топовых командах «Феррари» и «Бенеттон».

## Карьера

### Ранние годы
Начал свою карьеру в картинге, кольцевых автогонках в серии Рено 5, затем перешёл в Формулу-Рено турбо. В 1986 году Алези дебютировал во французской Формуле-3 и в первом же сезоне занял второе место в чемпионате, пропустив вперёд лишь более опытного Янника Дальмаса. В 1987 году Алези выиграл семь гонок из пятнадцати и легко выиграл титул чемпиона. На следующий год он перешёл ступенькой выше в международную Ф-3000, и также завоевал титул на второй год участия, выступая за команду Эдди Джордана. Титул был добыт Жаном в острой борьбе с соотечественником Эриком Кома, причём очков соперники заработали поровну, а титул достался Алези, потому что он завоевал на одну победу больше — три против двух. В этом сезоне Жану пришлось выступать на два фронта: 1989 стал годом его дебюта в Формуле-1.

### Формула-1

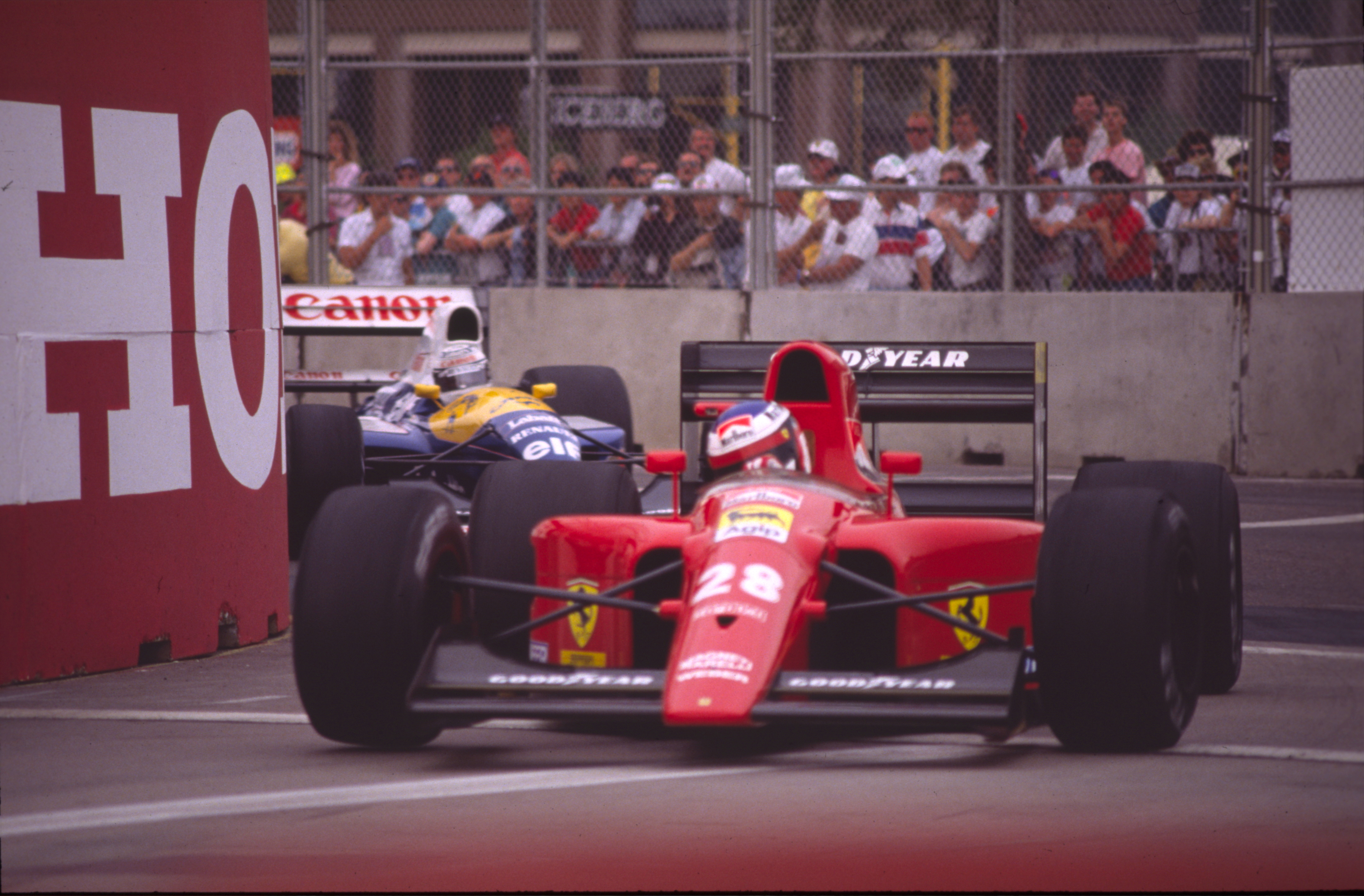
Жан Алези на Гран-при США 1991 года.

Первое участие в Формуле-1 для Алези организовал шеф его команды — Эдди договорился с Кеном Тирреллом, что тот попробует молодого пилота на одну гонку, Гран-при Франции 1989 года, причем все договорённости были заключены втайне от Жана. Непосредственно перед выездом на трассу Тиррелл напутствовал пилота, призвал не расстраиваться в случае, если тот не пройдёт квалификацию. В действительности Алези не только прошёл квалификацию, но ещё и финишировал на блестящем четвёртом месте. После такого дебюта Тиррелл немедленно забыл о том, что контракт носил временный характер, уволил основного пилота Микеле Альборето и принял молодого гонщика в постоянный состав команды. В следующем, 1990 году, также в команде Tyrrell, Алези на первом же этапе в американском Финиксе на не самой сильной машине смог навязать борьбу чемпиону 1988 года Айртону Сенне и в итоге финишировал вторым. Повторение этого результата на Гран-при Монако привлекло к молодому французу внимание команд-лидеров. Имея выбор между «Феррари» и «Вильямсом», Алези, будучи итальянцем по происхождению, выбрал команду из Маранелло.

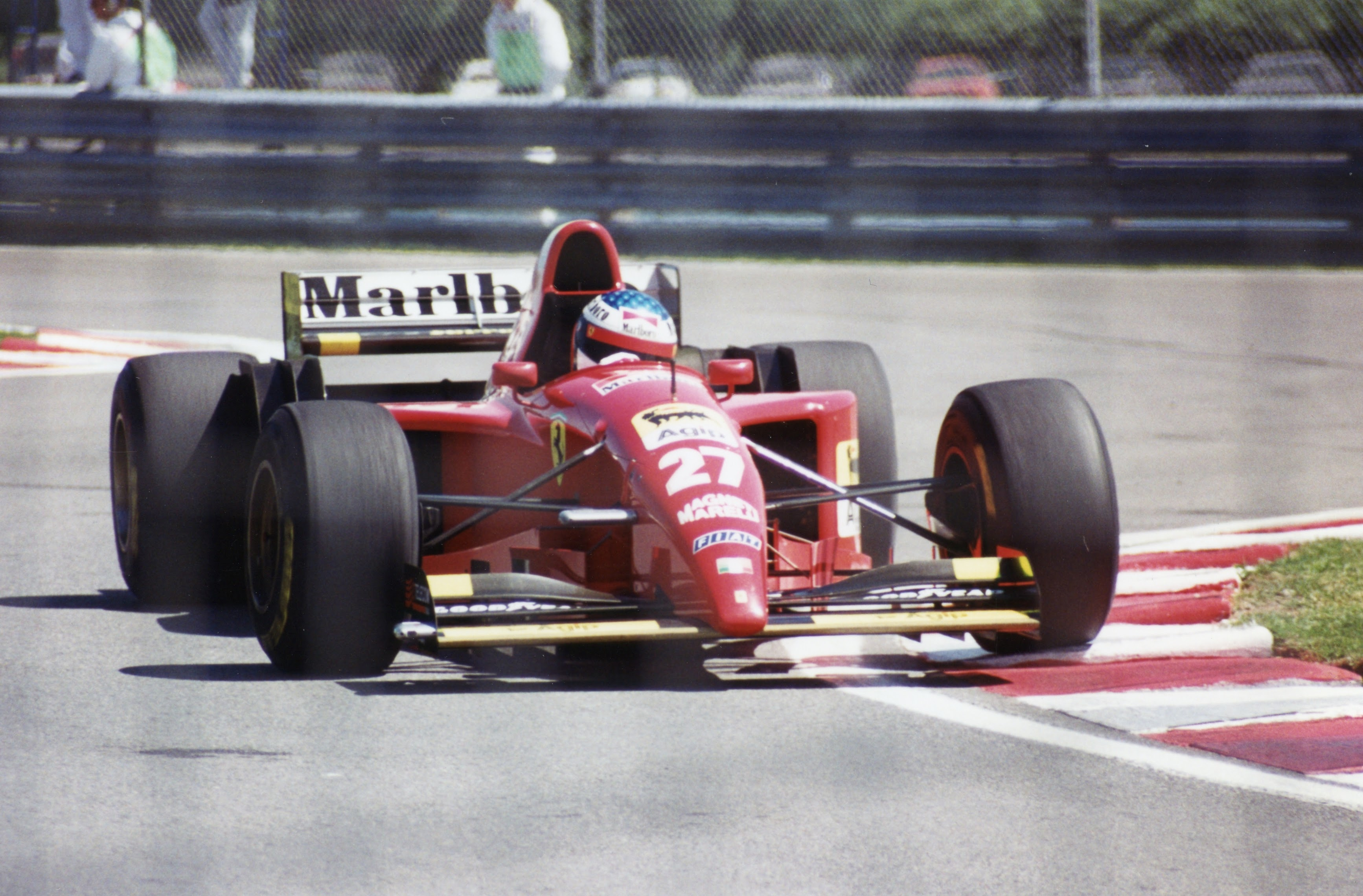
Единственная победа Жана за Феррари на Гран-при Канады 1995 года в Монреале.

Помимо соображений эмоционального характера, решение казалось верным чисто логически — в сезоне 1990 года команда «Феррари» была одним из лидеров чемпионата, а его будущий партнёр по команде Ален Прост, на тот момент — один из самых успешных пилотов в истории Формулы-1, одержал пять побед на этапах.
Но в действительности команда «Феррари» в сезоне 1991 года стала испытывать явные проблемы со скоростью, зачастую машина не позволяла бороться за победу, не говоря уже о титулах. Одной из причин неудач стало то, что использовавшийся тогда итальянцами 12-цилиндровый двигатель уступал в эффективности стоявшему на британской машине 10-цилиндровому двигателю «Рено». Раздражённый низкими результатами, именитый партнёр Алези по команде предпочёл даже прервать карьеру за гонку до конца чемпионата, напоследок обозвав болид команды «грузовиком». В то же время «Уильямс», от места в котором Алези опрометчиво отказался, наоборот, испытывал подъём и начиная с этого сезона семь лет подряд боролся за титул в обоих зачётах.
За пять сезонов в составе «Феррари» (1991—1995) Жан добился не слишком высоких результатов, смог победить всего лишь один раз, но приобрёл искреннюю любовь тифози, которые полюбили его энергичный стиль вождения. Его поведение на трассе, а также то, что в качестве номера автомобиля он использовал число 27, вызывало ассоциации с популярным у болельщиков Жилем Вильнёвом, выступавшим за «Феррари» в сезонах 1977—1982.
В 1996 году «Скудерия» договорилась об участии с двукратным чемпионом мира Михаэлем Шумахером. Алези и его партнёр по «Феррари» Бергер предпочли уйти на его место в «Бенеттоне» — эта команда была действующим победителем Кубка Конструкторов, и решение казалось логичным.
Как и в ситуации с «Феррари» в 1991, Жан вновь разминулся с удачей. С приходом Шумахера итальянская команда быстро вышла на первые роли и уже 1997 сезоне была близка к завоеванию чемпионского титула в личном зачёте. В «Бенеттоне» же начались такие же проблемы, что и в Ferrari до этого. Тем не менее, бороться за подиумы всё же удавалось.

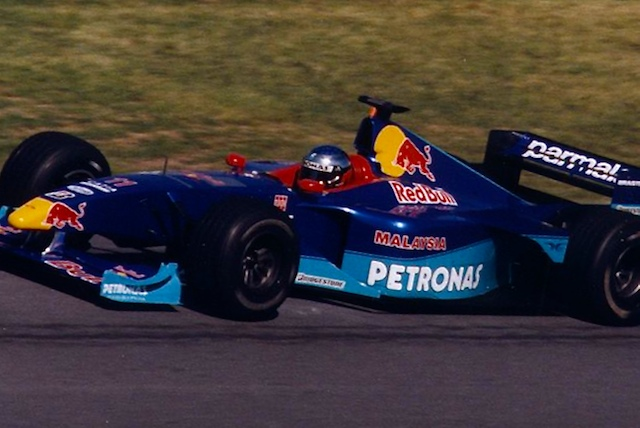
Алези за рулём Sauber на Гран-при Канады 1999 года.

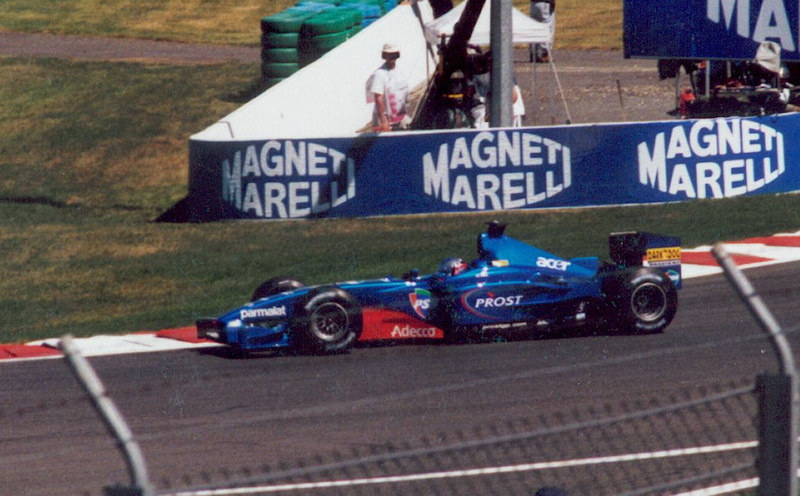
Жан за рулём Prost на Гран-при Франции 2001 года.

После ухода из Формулы-1 «Рено» в конце 1997 года Алези покинул Benetton. Следующие два сезона он провёл в команде-середняке чемпионата — «Заубере», где за два сезона смог набрать одиннадцать очков (пришёл на подиум в Гран-при Бельгии 1998 года). Переход же в 2000-м году в команду своего бывшего партнёра по «Феррари» Алена Проста стал катастрофой. Партнёром Жана был дебютант чемпионата — чемпион Формулы-3000 Ник Хайдфельд. Несмотря на пару талантливых гонщиков, команда завершила чемпионат на последнем месте вместе с «Минарди» — обе команды не смогли набрать ни одного очка за весь сезон. Самым ужасным в сезоне стало Гран-при Австрии, когда пилоты не поняли друг друга и столкнулись, выбыв из гонки. Следующий сезон оказался несколько лучше — технических сходов не было совсем, а в Монако, Монреале и Хоккенхайме Алези даже смог набрать очки. Тем не менее, этого было мало и перед гонкой в Будапеште Жан поссорился с Простом и покинул французскую команду, перейдя до конца сезона в команду старого друга — в Jordan на место уволенного Френтцена. До конца года он смог ещё единожды финишировать в очках (6-м в Спа). В последовавшем межсезонье проводил тесты резины для команды «Макларен», будучи единственным гонщиком, в боевых условиях использовавшим шины как Michelin, так и Bridgestone, после чего закончил формульную карьеру.

### Дальнейшая карьера
После завершения карьеры в Ф1 Жан перешёл в серию DTM, где в первой же гонке попал на подиум, а в третьей — победил. Однако несмотря на то, что в его распоряжении были новейшие автомобили, бороться за чемпионат не удавалось, несмотря на регулярные подиумы. В конце концов в 2006 команда не предоставила ему нового автомобиля, что очень расстроило Жана, и по окончании сезона он решил закончить свои выступления в данной серии. Всего за 5 лет он провёл 52 гонки и одержал 3 победы.
После ухода из DTM Алези надеялся возглавить новую команду Формулы-1, созданную на деньги арабских спонсоров, но проект провалился. Жан вернулся в гонки в 2008, выступив в новой арабской серии SpeedCar. В гонках ему сопутствовал успех, он выиграл первые гонки этапов в Сентуле и Сепанге, несколько раз финишировал на подиуме и боролся за титул до последнего этапа, но неудача в последних двух гонках отбросила его на четвёртое место в зачёте. Победителем же стал Джонни Херберт. Следующий сезон в межсезонье 2008/09 принёс ещё три победы — в Бахрейне и дважды в Дубае.
В конце 2009 года Жан провёл короткие тесты Ferrari F430, после чего в начале 2010 года было объявлено о его участии в чемпионате гонок на выносливость LMS, и возможно, в Ле-Мане. В поисках напарника для такого участия Алези обратился к известному мотогонщику Валентино Росси,, но тот отказался из-за большой загруженности гонками мотоциклетного чемпионата.. В итоге напарником Жана стал Джанкарло Физикелла. На первых трёх гонках сезона им удалось финишировать на подиуме, а в четвёртой гонке они стали четвёртыми. В Ле-Мане удалось добиться четвёртого места в своём классе.
В 2011 Жан стал представителем компании Lotus Cars, а также тест-пилотом уникальной машины Lotus T125. Он дал интервью, в котором прокомментировал это заявление: «Я очень рад начать сотрудничество с Lotus, я с большим уважением отношусь к этой великой британской марке и уверен, что в будущем они добьются серьёзных успехов как на гоночных трассах, так и за их пределами. Я с нетерпением жду первых тестов Type 125 в Валлелунге и Абу-Даби — это очень интересный проект».
С маркой Lotus Cars было связано также участие Алези в гонке «500 миль Индианаполиса». В конце 2011 года было объявлено, что с поддержкой этой компании Алези попытается квалифицироваться. Предполагалось договориться о помощи в участии с командой Newman-Haas, но договориться не удалось. Владелец команды HWM Racing Кейт Уиггинз также не смог организовать финансовой поддержки. Наконец, удалось договориться с командой Fan Force United из чемпионата Indy Lights. Квалифицировался Жан на последнем, 33-м месте, но в гонке очень слабый мотор Lotus не позволил ему поддерживать гоночный темп, и он был снят организаторами с гонки за нарушение правила 105 %, аналогичного формульному правилу 107 %.

## Личная жизнь
Женат вторым браком на японской актрисе и телеведущей Кумико Гото (род. 26 марта 1974 г.). У них трое детей: дочь Элен (род. 19 ноября 1996), сыновья Джулиано (род. 20 сентября 1999), занимающийся автогонками, и Джон (род. 26 февраля 2007). От первой жены Лорэн есть дочь Шарлотта (род. 10 апреля 1994). Любит теннис, гольф и водные лыжи. Вместе с семьёй проживает в пригороде Женевы Ньоне.
Занимается виноделием, владеет собственным виноградником неподалёку от Авиньона.

## Результаты выступлений

### Формула-3000
| Сезон | Команда             | Шасси       | Двигатель     | Ш    | 1      | 2        | 3    | 4     | 5        | 6     | 7        | 8        | 9        | 10    | 11    | Место | Очки |
| ----- | ------------------- | ----------- | ------------- | ---- | ------ | -------- | ---- | ----- | -------- | ----- | -------- | -------- | -------- | ----- | ----- | ----- | ---- |
| 1988  | Oreca               | March 87B   | Ford Cosworth | Avon | Хер 11 | Вал 9    |      |       |          |       |          |          |          |       |       | 10-й  | 11   |
| 1988  | Oreca               | Reynard 88D | Ford Cosworth | Avon |        |          | По 2 | Сил 5 | Мон Сход | Энн 6 | Брэ Сход | Бир Сход | Буг Сход | Зол 9 | Диж 5 | 10-й  | 11   |
| 1989  | Eddie Jordan Racing | Reynard 89D | Mugen Honda   | Avon | Сил 4  | Вал Сход | По 1 | Хер 5 | Энн Сход | Брэ 2 | Бир 1    | Спа 1    | Буг 6    |       |       | 1     | 39   |

Жирно выделены результаты при старте с поул-позиции.

### Формула-1
| Легенда к таблице |                                                                    |
| --- | ------------------------------------------------------------------ |
| В таблице перечислены результаты всех Гран-при Формулы-1, в которых принимал участие гонщик. Строками таблицы являются сезоны, столбцами — этапы чемпионата мира. В каждой клетке указаны сокращённое название этапа и результат, дополнительно обозначенный цветом. Расшифровка обозначений и цветов представлена в нижеследующей таблице. |                                                                    |
| \| Пример \| Описание \| \| ------------ \| ------------------------------------------------------------------ \| \| 1 \| Победитель \| \| 2 \| Второе место \| \| 3 \| Третье место \| \| 5 \| Финишировал, заработав очки \| \| Сход \| Не финишировал, но при этом заработал очки \| \| 12 \| Финишировал, не получив очков \| \| НКЛ \| Финишировал, но не попал в финальную классификацию \| \| 15 \| Участвовал вне зачёта, либо по отдельной классификации \| \| 18 \| Не финишировал, но попал в финальную классификацию \| \| Сход \| Не финишировал \| \| НКВ \| Не прошёл квалификацию \| \| НПКВ \| Не прошёл предквалификацию \| \| ДСК \| Дисквалифицирован \| \| ИСК \| Исключён из протокола соревнований \| \| ТТ \| Заявлен для участия только в тренировках \| \| НС \| Участвовал в квалификации, но не стартовал в гонке \| \| Т \| Травмирован или болен \| \| ОТК \| Отказ от участия \| \| НТР \| Прибыл на соревнования, но на трассу не выезжал \| \| НПР \| Был заявлен в числе участников, но не прибыл к началу соревнований \| \| О \| Соревнования отменены \| \| \| Не участвовал \| \| Поул-позиция \| \| \| Быстрый круг \| \| |                                                                    |
| Пример | Описание                                                           |
| 1 | Победитель                                                         |
| 2 | Второе место                                                       |
| 3 | Третье место                                                       |
| 5 | Финишировал, заработав очки                                        |
| Сход | Не финишировал, но при этом заработал очки                         |
| 12 | Финишировал, не получив очков                                      |
| НКЛ | Финишировал, но не попал в финальную классификацию                 |
| 15 | Участвовал вне зачёта, либо по отдельной классификации             |
| 18 | Не финишировал, но попал в финальную классификацию                 |
| Сход | Не финишировал                                                     |
| НКВ | Не прошёл квалификацию                                             |
| НПКВ | Не прошёл предквалификацию                                         |
| ДСК | Дисквалифицирован                                                  |
| ИСК | Исключён из протокола соревнований                                 |
| ТТ | Заявлен для участия только в тренировках                           |
| НС | Участвовал в квалификации, но не стартовал в гонке                 |
| Т | Травмирован или болен                                              |
| ОТК | Отказ от участия                                                   |
| НТР | Прибыл на соревнования, но на трассу не выезжал                    |
| НПР | Был заявлен в числе участников, но не прибыл к началу соревнований |
| О | Соревнования отменены                                              |
| | Не участвовал                                                      |
| Поул-позиция |                                                                    |
| Быстрый круг |                                                                    |

| Сезон | Команда                      | Шасси          | Двигатель                     | Ш | 1        | 2        | 3        | 4        | 5        | 6        | 7        | 8        | 9        | 10       | 11       | 12       | 13       | 14       | 15       | 16       | 17       | Место | Очки |
| ----- | ---------------------------- | -------------- | ----------------------------- | - | -------- | -------- | -------- | -------- | -------- | -------- | -------- | -------- | -------- | -------- | -------- | -------- | -------- | -------- | -------- | -------- | -------- | ----- | ---- |
| 1989  | Tyrrell Racing Organisation  | Tyrrell 018    | Ford Cosworth DFR L&P 3,5 V8  | G | БРА      | САН      | МОН      | МЕК      | США      | КАН      | ФРА 4    | ВЕЛ Сход | ГЕР 10   | ВЕН 9    | БЕЛ      | ИТА 5    | ПОР      | ИСП 4    | ЯПО Сход | АВС Сход |          | 9     | 8    |
| 1990  | Tyrrell Racing Organisation  | Tyrrell 018    | Ford Cosworth DFR Hart 3,5 V8 | P | США 2    | БРА 7    |          |          |          |          |          |          |          |          |          |          |          |          |          |          |          | 9     | 13   |
| 1990  | Tyrrell Racing Organisation  | Tyrrell 019    | Ford Cosworth DFR Hart 3,5 V8 | P |          |          | САН 6    | МОН 2    | КАН Сход | МЕК 7    | ФРА Сход | ВЕЛ 8    | ГЕР 11   | ВЕН Сход | БЕЛ 8    | ИТА Сход | ПОР 8    | ИСП Сход | ЯПО НС   | АВС 8    |          | 9     | 13   |
| 1991  | Scuderia Ferrari SpA         | Ferrari 642    | Ferrari 037 3,5 V12           | G | США 12   | БРА 6    | САН Сход | МОН 3    | КАН Сход |          |          |          |          |          |          |          |          |          |          |          |          | 7     | 21   |
| 1991  | Scuderia Ferrari SpA         | Ferrari 643    | Ferrari 037 3,5 V12           | G |          |          |          |          |          | МЕК Сход | ФРА 4    | ВЕЛ Сход | ГЕР 3    | ВЕН 5    | БЕЛ Сход | ИТА Сход | ПОР 3    | ИСП 4    | ЯПО Сход | АВС Сход |          | 7     | 21   |
| 1992  | Scuderia Ferrari SpA         | Ferrari F92A   | Ferrari 040 3,5 V12           | G | ЮАР Сход | МЕК Сход | БРА 4    | ИСП 3    | САН Сход | МОН Сход | КАН 3    | ФРА Сход | ВЕЛ Сход | ГЕР 5    | ВЕН Сход |          |          |          |          |          |          | 7     | 18   |
| 1992  | Scuderia Ferrari SpA         | Ferrari F92AT  | Ferrari 040 3,5 V12           | G |          |          |          |          |          |          |          |          |          |          |          | БЕЛ Сход | ИТА Сход | ПОР Сход | ЯПО 5    | АВС 4    |          | 7     | 18   |
| 1993  | Scuderia Ferrari SpA         | Ferrari F93A   | Ferrari 041 3,5 V12           | G | ЮАР Сход | БРА 8    | ЕВР Сход | САН Сход | ИСП Сход | МОН 3    | КАН Сход | ФРА Сход | ВЕЛ 9    | ГЕР 7    | ВЕН Сход | БЕЛ Сход | ИТА 2    | ПОР 4    | ЯПО Сход | АВС 4    |          | 6     | 16   |
| 1994  | Scuderia Ferrari SpA         | Ferrari 412T1  | Ferrari 043 3,5 V12           | G | БРА 3    | ТИХ      | САН      | МОН 5    | ИСП 4    | КАН 3    |          |          |          |          |          |          |          |          |          |          |          | 5     | 24   |
| 1994  | Scuderia Ferrari SpA         | Ferrari 412T1B | Ferrari 043 3,5 V12           | G |          |          |          |          |          |          | ФРА Сход | ВЕЛ 2    | ГЕР Сход | ВЕН Сход | БЕЛ Сход | ИТА Сход | ПОР Сход | ЕВР 10   | ЯПО 3    | АВС 6    |          | 5     | 24   |
| 1995  | Scuderia Ferrari SpA         | Ferrari 412T2  | Ferrari 044/1 3,0 V12         | G | БРА 5    | АРГ 2    | САН 2    | ИСП Сход | МОН Сход | КАН 1    | ФРА 5    | ВЕЛ 2    | ГЕР Сход | ВЕН Сход | БЕЛ Сход | ИТА Сход | ПОР 5    | ЕВР 2    | ТИХ 5    | ЯПО Сход | АВС Сход | 5     | 42   |
| 1996  | Mild Seven Benetton Renault  | Benetton B196  | Renault RS8 3,0 V10           | G | АВС Сход | БРА 2    | АРГ 3    | ЕВР Сход | САН 6    | МОН Сход | ИСП 2    | КАН 3    | ФРА 3    | ВЕЛ Сход | ГЕР 2    | ВЕН 3    | БЕЛ 4    | ИТА 2    | ПОР 4    | ЯПО Сход |          | 4     | 47   |
| 1997  | Mild Seven Benetton Renault  | Benetton B197  | Renault RS9 3,0 V10           | G | АВС Сход | БРА 6    | АРГ 7    | САН 5    | МОН Сход | ИСП 3    | КАН 2    | ФРА 5    | ВЕЛ 2    | ГЕР 6    | ВЕН 11   | БЕЛ 8    | ИТА 2    |          |          |          |          | 4     | 36   |
| 1997  | Mild Seven Benetton Renault  | Benetton B197  | Renault RS9B 3,0 V10          | G |          |          |          |          |          |          |          |          |          |          |          |          |          | АВТ Сход | ЛЮК 2    | ЯПО 5    | ЕВР 13   | 4     | 36   |
| 1998  | Red Bull Sauber Petronas     | Sauber C17     | Petronas SPE 01D 3,0 V10      | G | АВС Сход | БРА 9    | АРГ 5    | САН 6    | ИСП 10   | МОН 12   | КАН Сход | ФРА 7    | ВЕЛ Сход | АВТ Сход | ГЕР 10   | ВЕН 7    | БЕЛ 3    | ИТА 5    | ЛЮК 10   | ЯПО 7    |          | 11    | 9    |
| 1999  | Red Bull Sauber Petronas     | Sauber C18     | Petronas SPE 03A 3,0 V10      | B | АВС Сход | БРА Сход | САН 6    | МОН Сход | ИСП Сход | КАН Сход | ФРА Сход | ВЕЛ 14   | АВТ Сход | ГЕР 8    | ВЕН 16   | БЕЛ 9    | ИТА 9    | ЕВР Сход | МАЛ 7    | ЯПО 6    |          | 16    | 2    |
| 2000  | Gauloises Prost Peugeot      | Prost AP03     | Peugeot A20 3,0 V10           | B | АВС Сход | БРА Сход | САН Сход | ВЕЛ 10   | ИСП Сход | ЕВР 9    | МОН Сход | КАН Сход | ФРА 14   | АВТ Сход | ГЕР Сход | ВЕН Сход | БЕЛ Сход | ИТА 12   | США Сход | ЯПО Сход | МАЛ 11   | 22    | 0    |
| 2001  | Prost Acer                   | Prost AP04     | Acer 3,0 V10                  | M | АВС 9    | МАЛ 9    | БРА 7    | САН 9    | ИСП 10   | АВТ 10   | МОН 6    | КАН 5    | ЕВР 15   | ФРА 12   | ВЕЛ 11   | ГЕР 6    |          |          |          |          |          | 15    | 5    |
| 2001  | Benson & Hedges Jordan Honda | Jordan EJ11    | Honda RA001E 3,0 V10          | B |          |          |          |          |          |          |          |          |          |          |          |          | ВЕН 10   | БЕЛ 6    | ИТА 8    | США 7    | ЯПО Сход | 15    | 5    |

### SpeedCar
| Год       | Команда       | 1/1     | 1/2      | 2/1    | 2/2    | 3/1     | 3/2     | 4/1     | 4/2     | 5/1     | 5/2  | Место | Очки |
| --------- | ------------- | ------- | -------- | ------ | ------ | ------- | ------- | ------- | ------- | ------- | ---- | ----- | ---- |
| 2008      | SpeedCar Team | СЕН1 1  | СЕН2 2   | СЕП1 1 | СЕП2 3 | САХ1 10 | САХ2 3  | ДУБ1 НФ | ДУБ2 НФ |         |      | 4     | 40   |
| 2008/2009 | HPR           | ДУБ1 10 | ДУБ2 Отм | САХ1 1 | САХ2 6 | ЛУС1 4  | ЛУС2 НФ | ДУБ3 1  | ДУБ4 1  | САХ3 НФ | САХ4 | 4     | 38   |